# 1944 w Wojsku Polskim
Kalendarium Wojska Polskiego 1944 – wydarzenia w Wojsku Polskim w roku 1944.

## 1944
- polscy piloci myśliwscy PSP zestrzelili 100 samolotów niemieckich i 187 pocisków V-1, a piloci bombowi zrzucili na cele niemieckie 5250 ton bomb[1]

## Styczeń
1 stycznia

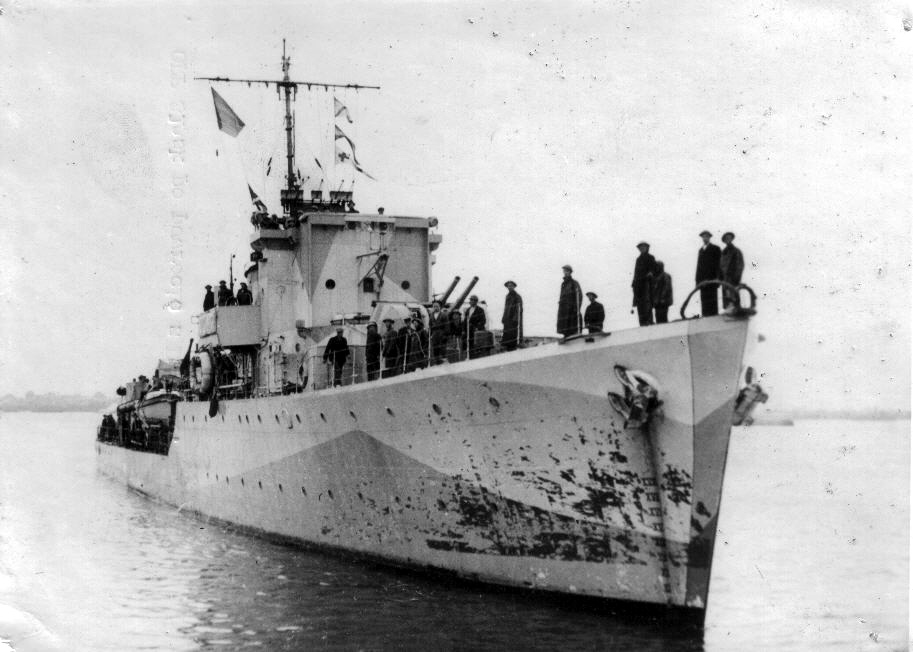
ORP „Ślązak”

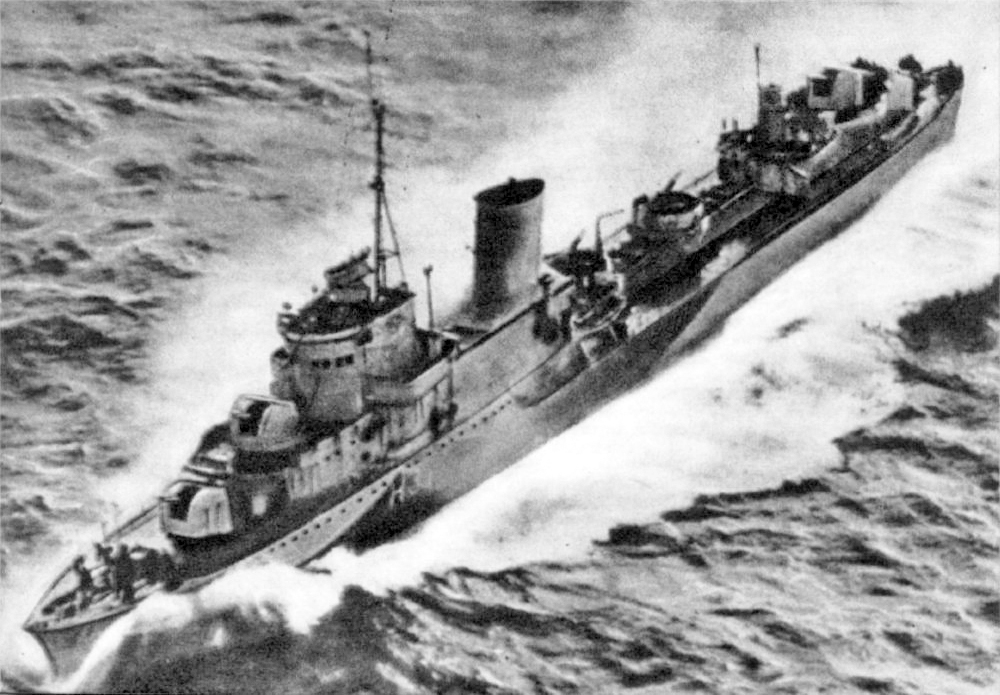
ORP „Błyskawica”

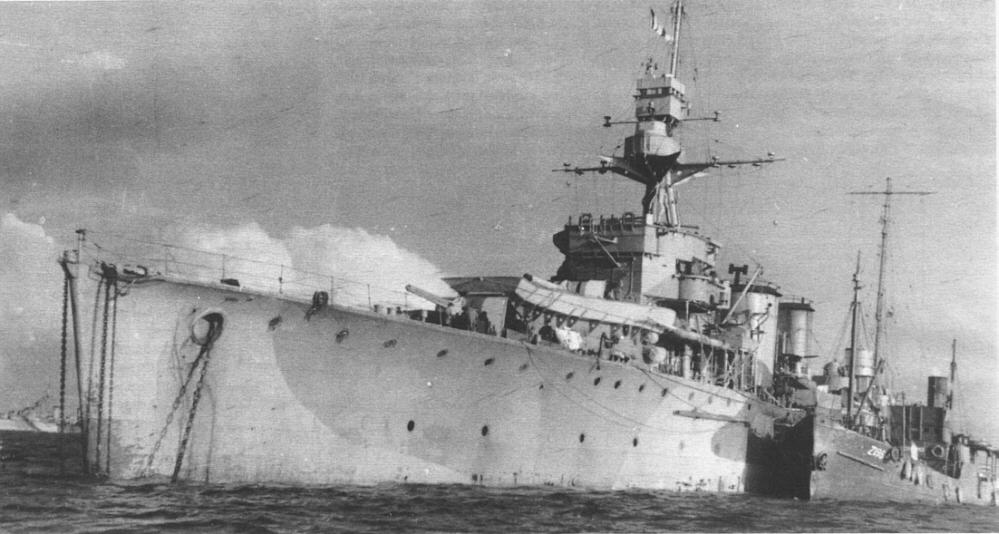
ORP „Dragon”

- ORP „Ślązak” w składzie 6 Flotylli Niszczycieli (dowodzonej przez HMS „Inglefield”(inne języki)) wziął udział w patrolowaniu zachodniego wejścia do Cieśniny Gibraltarskiej
- ORP „Błyskawica” dowodzona przez kmdr. por. Konrada Namieśniowskiego rozpoczęła wcielenia w Scapa Flow (koniec 6 lutego 1944)
- ORP „Dragon” rozpoczął ćwiczenia w pobliżu bazy w Greenock (zakończenie 6 lutego 1944)
- S-4 wraz z MGB 435 rozpoczęły patrolowanie kanału La Manche
- w Grigoriewskoje (ZSRR) wręczono 1 pułkowi lotnictwa myśliwskiego „Warszawa” sztandar ufundowany przez Związek Patriotów Polskich w ZSRR[1]
- utworzono Armię Ludową i powołano jej dowództwo z gen. Michałem Rolą-Żymierskim na czele[2]

2 stycznia
- S-4 wraz z MGB 435 wracając z patrolu kanału La Manche weszły na mieliznę koło Dover

3 stycznia
- stanowisko szefa Sztabu Kierownictwa Marynarki Wojennej objął kmdr por. Eugeniusz Pławski
- ORP „Krakowiak” wziął udział w osłonie konwoju do Neapolu

10 stycznia
- ORP „Krakowiak” biorący udział w osłonie konwoju wszedł do Neapolu

12 stycznia
- 2 Korpus Polski (PSZ) rozpoczął uczestnictwo w bitwie o Monte Cassino[3]

19 stycznia
- dowódca AK wydał rozkaz w związku z przekroczeniem przez Armię Czerwoną granicy RP[4]

16 stycznia
- rozpoczęto mobilizację oddziałów AK na Wołyniu[4]

16 stycznia
- rozkaz o organizacji Wojskowej Służby Kobiet[4]

20 stycznia
- Naczelny Wódz wysłał do kraju „Wytyczne włączenia NSZ do Kraju”
- zatwierdzenie i wprowadzenie w życie „Statutu Sądów Honorowych Oficerów Polskich Sił Zbrojnych w ZSRR”[5]

24 stycznia
- dowództwo 1 FB stwierdziło, że konspiracyjna działalność AK na zapleczy utrudnia mu prowadzenie walki oraz zagraża zdrowiu i życiu radzieckich żołnierzy[4]

28 stycznia
- na odprawie oficerów Okręgu Wołyń AK podjęto decyzje o utworzeniu 27 Wołyńskiej Dywizji Piechoty AK i rozpoczęciu akcji Burza[4]

## Luty
1 lutego
- przekształcono kompanię „Pegaz” Armii Krajowej w Batalion Strzelców Spadochronowych „Parasol”[1]

2 lutego
- Oddziały 27 Wołyńskiej Dywizji Piechoty AK, wraz ze zgrupowaniem partyzantki radzieckiej, uderzyły na bazy UPA w lasach świnarzyńskich[4]

9 lutego
- na pierwszą linie frontu wyjechał 1 dywizjon 1 Brygady Artylerii Armat[5]

10 lutego
- na spotkaniu przedstawicieli Okręgu Wilno AK i Wehrmachtu Niemcy zaproponowali zawieszenie broni i wspólną walkę przeciw partyzantce radzieckiej. Polacy odmówili[4]
- zorganizowane zostało Dowództwo Główne Armii Ludowej (gen. Michał Rola-Żymierski, płk Franciszek Jóźwiak, Jan Czechowski)[6]

15 lutego
- Zgrupowanie Osnowa podjęło walkę z Niemcami w rejonie Włodzimierza Wołyńskiego i tym samym zapoczątkowało realizację planu Burza[4]

## Marzec
Zygmunt Berling i Karol Świerczewski na wniosek ZPP zostali mianowani do stopnia generała dywizji
1 marca
- samodzielny batalion szturmowy przeszedł na nowy etat i przyjął nazwę „Polski Samodzielny Batalion Specjalny” (PSBS)[5]

2 marca
- dowódca AK zakazał wcielania do AK oddziałów wojskowych „Miecza i Pługa” z zachowaniem możliwości wcieleń indywidualnych[4]

13 marca
- 3 Wileńska Brygada AK zdobyła Graużyszki[4]

15 marca
- w związku ze staraniami o przekształcenie korpusu w armię aktyw Zarządu Głównego ZPP i dowództwo 1 Korpusu Polskich SZ w ZSRR spotkali się na Kremlu z kierownictwem państwa radzieckiego[5]

16 marca
- rząd sowiecki wyraził zgodę na rozwinięcie 1 Korpusu Polskich Sił Zbrojnych w ZSRR w 1 Armię Polską[5][7]

18 marca
- w prasie ukazał się oficjalny komunikat o powstaniu w ZSRR Armii Polskiej[5]
- po wyzwoleniu zachodniej Ukrainy 1 Korpus Polski został zasilony Polakami mieszkającymi na tym terenie i przekształcony w 1 Armię Polską[6]}

23 marca
- rozpoczęto formowanie 4 Dywizji Piechoty, 1 Brygady Kawalerii i 1 Brygady Saperów[5]

26 marca
- dowódca 27 Wołyńskiej Dywizji Piechoty AK ppłk Jan Kiwerski rozpoczął rozmowy z dowództwem Armii Czerwonej[a][8]

## Kwiecień
przystąpiono w Sumach do organizowania 14 samodzielnego pułku artylerii przeciwlotniczej
1 kwietnia
- ukazał się rozkaz organizacyjny dowódcy Armii Polskiej w ZSRR nr 001, który nakazywał: sztab 1 Korpusu PSZ przeformować na sztab Armii Polskiej, a jednostki korpuśne na armijne, związki taktyczne i oddziały korpusu włączyć do armii oraz zorganizować odpowiednie instytucje oraz 69 samodzielnych związków taktycznych, oddziałów i pododdziałów wszystkich rodzajów wojsk i służb[5]
- na lotnisku Grigoriewskoje rozpoczęto formowanie 2 pułku nocnych bombowców „Kraków” (pierwszy dowódca płk Józef Smaga) oraz 103 samodzielnej eskadry łącznikowej (pierwszy dowódca mjr Aleksander Kuwojew)[5][1]

3 kwietnia
- w Lebiedin (okolice Sum) rozpoczęto formowanie 6 batalionu pontonowo-mostowego[9]

6 kwietnia
- Inspektorat PSP został przemianowany na Dowództwo Polskich Sił Powietrznych, a pierwszym dowódcą został gen. bryg. pil. Władysław Kalkus[1]

8 kwietnia
- 1 samodzielny dywizjon artylerii przeciwlotniczej odparł atak lotnictwa niemieckiego na stację kolejową Darnica pod Kijowem, a polscy przeciwlotnicy zestrzelili 5 samolotów[5][1]

9 kwietnia
- 27 Wołyńska DP rozpoczęła walki o Kowel[4][7]

13 kwietnia
- dowódca AK wydał rozkaz nakazujący ujawniającym się oddziałom używać nazw oddziałów WP sprzed 1939 roku[4]

15–16 kwietnia
- lądowanie brytyjskiej „Dakoty” pod Bełżycami niedaleko Lublina w ramach operacji „Most 1” z drugim pilotem kpt. pil. Bolesławem Korpowskim jako łącznikiem[b][1]

18 kwietnia
- we wsi Agatówka pod Berdyczowem rozpoczęto formowanie 13 Warszawskiego Pułku Artylerii Pancernej
- utworzono Radę Wojenną Armii Polskiej w ZSRR[5]
- początek walk partyzanckich pod Osuchami[10]
- w zasadzce w rejonie Włodzimierza zginął dowódca 27 Wołyńskiej Dywizji Piechoty AK ppłk Jan Kiwerski[8]

20 kwietnia
- został wprowadzony w życie „Statut Koleżeńskich Sądów Żołnierskich”[5]

25 kwietnia
- ze Stanów Zjednoczonych przybył do Moskwy na zaproszenie ZPP prof. Oskar Lange, który odwiedził Armię Polska w ZSRR[5]
- zakończono formowanie 1 brygady saperów[5]

29 kwietnia
- Armia Polska rozkazem nr 00327/org została podporządkowana dowódcy 1 Frontu Białoruskiego gen. armii Rokossowskiemu[5]

## Maj
3 maja
- wypad Grupy Dywersyjnej AK dowodzonej przez Aleksandra Wąsowicza na lotnisko Bielany w Warszawie (grupa zniszczyła 5 samolotów niemieckich Ju-52, a 3 dalsze samoloty zostały uszkodzone)[1]

4 maja
- w Owczarni oddział AL Bolesława Kowalskiego zamordował 18 żołnierzy z 3 kompanii 15 pp AK[4]

5 maja
- rozpoczął działalność w Szpanowie pod Równem Polski Sztab Partyzancki[5][6]

6 maja
- 8. 9. i 13 brygady AK w Graużyszkach rozbiły jednostki Litewskiego Korpusu Posiłkowego[4]

7 maja
- sformowano 3 Szkolny Pułk Czołgów[5]
- przeformowano 2 dywizjon artylerii przeciwpancernej na 2 dywizjon artylerii samobieżnej, 1 samodzielny dywizjon moździerzy na 1 Pułk Moździerzy, 4 Pułk Artylerii Przeciwpancernej (LWP) na 4 Brygadę Artylerii Przeciwpancernej i 5 pułk artylerii ciężkiej na 5 Brygadę Artylerii Ciężkiej[5]

8 maja
- początek walk 2 KP o Monte Cassino[11]

9 maja
- rozpoczęto organizować 2 Dywizję Artylerii Przeciwlotniczej[5]

11–18 maja
- natarcie oddziałów 2 korpusu w bitwie o Monte Cassino[8][6]

13 maja
- 8. 3. i 12 brygady AK rozbiły jednostkę Litewskiego Korpusu Posiłkowego stacjonującą w Murowanej Oszmiance[4]

14 maja
- żołnierze Zgrupowania Stołpeckiego AK stoczyli w Kamieniu Stołpeckim zacięty bój z dwiema brygadami sowieckiej partyzantki[12]
- oddziały AL pod dowództwem płk Mieczysława Moczara oraz partyzancki oddział radziecki walczyły pod wsią Rąblów z przeważającymi siłami niemieckimi[6]}

18 maja
- 27 DPAK rozpoczęła walki w lasach szackich[4]
- na gruzach klasztoru na Monte Cassino 2 Korpus Polski zatknął polską flagę[7]

19 maja
- początek trzydniowych ćwiczeń ORP „Błyskawica” oraz ORP „Piorun” wchodzących w skład brytyjskiej 2 Flotylli Kontrtorpedowców na morzu na północ od Szkocji
- płk Aleksander Zawadzki został mianowany generałem brygady[5]

20 maja
- wywiad AK zdobył szczegółowy plan poligonu w Bleźnie gdzie przeprowadzano próby z systemami rakietowymi „V”[4]

21 maja
- koniec trzydniowych ćwiczeń ORP „Błyskawica” oraz ORP „Piorun” wchodzących w skład brytyjskiej 2 Flotylli Kontrtorpedowców na morzu na północ od Szkocji

24 maja
- wcielono ORP „Błyskawica” do 39 półdywizjonu kontrtorpedowców (20 Dywizjon Kontrtorpedowców)
- wcielono ORP „Piorun” do 40 półdywizjonu kontrtorpedowców (20 Dywizjon Kontrtorpedowców)

29–30 maja
- na lądowisku „Motyl” pod Tarnowem lądowała brytyjska „Dakota” w ramach akcji „Most II” po części pocisku V-l zdobyte przez wywiad AK; ppor. pil. Jacek Błocki był drugim pilotem-łącznikiem[1]

30 maja
- zatwierdzono Wojskowy Kodeks Karny i Kodeks Postępowania Karnego[5]

## Czerwiec
1 czerwca
- wprowadzono w życie Wojskowy Kodeks Karny i Kodeks Postępowania Karnego[5]
- zrzucono na terenie południowej Lubelszczyzny 56-osobowy oddziału płk Roberta Satanowskiego[5]

4 czerwca
- w rejonie Sum na Ukrainie w miejsce Sztabu Formowania i Uzupełnień Armii Polskiej w ZSRR powołano do życia Główny Sztab Formowania Polskich Sił Zbrojnych w ZSRR[5]

4–21 czerwca
- 1 Pułk „Warszawa”, 2 Pułk „Kraków” oraz 103 Eskadra zostały przebazowane transportem kolejowym i rzutami powietrznymi z Grigoriewskoje na lotnisko Gostomel k. Kijowa (ZSRR)[1]

5 czerwca
- przeformowano 3 dywizjon artylerii przeciwpancernej ma 3 dywizjon artylerii samobieżnej

6 czerwca
- początek walk 1 Dywizji Pancernej gen. Maczka w Normandii[13]
- lotnictwo myśliwskie PSP brało udział w inwazji wojsk alianckich w Normandii (Francja) i wykonało w pierwszym dniu 255 lotów bojowych[1]

8 czerwca
- ORP „Błyskawica” i „Piorun” brały udział w zwycięskiej bitwie morskiej pod Ushant (Onessant)[14]

11 czerwca
- Dywizjon 302 ląduje po raz pierwszy po 4 latach na lotnisku polowym we Francji i po uzupełnieniu paliwa odbywa dalszy lot patrolowy nad rejonem działań[1]

15 czerwca
- pod Nowogródkiem w akcji na niemiecką strażnicę zginął mjr Jan Piwnik ps. „Ponury”[15]
- w Cupar (Wielka Brytania) wręczono sztandar 1 Samodzielnej Brygadzie Spadochronowej[1]

16 czerwca
- pierwszy polski pilot sierż. pil. Stanisław Domański zestrzelił nad Anglią pocisk V-1[1]

20 czerwca
- 5 Wileńska Brygada AK rozbiła oddział policji litewskiej w Glinciszkach; kilka godzin później Litwini w odwecie rozstrzelali 39 mieszkańców wioski[4]

21 czerwca
- przeformowano 4 dywizjon artylerii przeciwpancernej na 4 dywizjon artylerii samobieżnej

22 czerwca
- dowódca AK potępił kierownictwo NSZ za niepodporządkowanie się umowie o połączeniu się tej organizacji do AK[4]

23 czerwca
- 5 Wileńska Brygada AK w odwecie za mord w Glinciszkach, zabiła w Dubinkach 27 cywilów narodowości litewskiej[4]
- piloci 306 Dywizjonu Myśliwskiego zestrzelili w rejonie Le Mans (Francja) 7 samolotów niemieckich[1]

30 czerwca
- 3 Wileńska Brygada AK opanowała Troki[4]
- w rejonie Jeziora Czarnego na Polesiu zrzucona została 11-osobowa grupa ppor. Tadeusza Korszki[5]

## Lipiec
- Główny Sztab Formowania Armii Polskiej w ZSRR został przeniesiony z Sum do Żytomierza[5]

1 lipca
- Naczelny Wódz, gen. Sosnkowski, wydał rozkaz 572 piętnujący niesubordynację NSZ i zakazał członkostwa w jakiejkolwiek innej organizacji niż Armia Krajowa[16]

2 lipca
- początek walk o Ankonę[17]

5 lipca
- rozpoczęto formowanie 5 Dywizji Piechoty i 6 Dywizji Piechoty[5]
- rozpoczęto formowanie 1 Korpusu Pancernego[5]
- rozpoczęto formowanie 4 samodzielnego pułku czołgów ciężkich[5]
- rozpoczęto formowanie 28 Saskiego Pułku Artylerii Pancernej[5]
- piloci 316 Dywizjonu Myśliwskiego zestrzelili w obronie Londynu 7 pocisków V-l[1]

6–7 lipca
- oddziały Armii Krajowej Okręgu Wileńskiego i Podokręgu Nowogródzkiego rozpoczęły w ramach akcji „Burza” walkę o wyzwolenie Wilna, a zgrupowaniem żołnierzy dowodził ppłk Aleksander Krzyżanowski „Wilk”[18]

7 lipca
- rozpoczęto operację Ostra Brama[16]

8 lipca
- w rejonie Caen storpedowany został krążownik ORP „Dragon”
- w Tinwell doszło do tragicznego wypadku podczas nocnego treningowego skoku 1 Samodzielnej Brygady Spadochronowej, spowodowanego brawurą amerykańskich pilotów C-47. W jej wyniku zginęło 26 polskich skoczków oraz 8 pilotów amerykańskich[19].

10 lipca
- Zgrupowanie „San” 5 DP AK walczyło ze zgrupowaniem UPA w okolicach Mościc[16]

11 lipca
- 2 Wileńskie Zgrupowanie AK we współdziałaniu z ACz zdobyło Miejszagołę[16]
- ukazał się rozkaz ogólny nr 0144 o utworzeniu przy Głównym Sztabie Formowania Oddziału Wojsk Pancernych i Zmotoryzowanych[5]

12 lipca
- rozkaz o wcieleniu z dniem 15 sierpnia BCh do AK[16]
- Komenda Główna AK wysłała do sztabu NW w Londynie meldunek z danymi „V2”[16]

13 lipca
- bitwa partyzancka 2 Zgrupowania AK o część dzielnicy Wilna – Zameczek – Krawczuny[20]
- Polska Eskadra Balonowa weszła do akcji w ramach zapory balonowej do zwalczania pocisków V-l w rejonie Londynu[1]

14 lipca
- na terenie Obwodu Krakowskiego została zrzucona 13-osobowa grupa pod dowództwem por. Antoniego Jańczaka „Antek”[5]
- gen. dyw. Karol Świerczewski został wyznaczony na stanowisko szefa Głównego Sztabu Formowania PSZ w ZSRR[5]

15 lipca
- w okolicach Berdyczowa został sformowany 2 Pułk Moździerzy
- w rejonie Osikowa i Agatówki pod Berdyczowem rozpoczęto formowanie 2 Sudeckiej Brygady Pancernej

16 lipca
- ORP Dragon został skreślony z listy okrętów PMW
- w okolicach Berdyczowa rozpoczęto formowanie 3 Drezdeńskiej Brygady Pancernej[5]

17 lipca
- początek walk 27 Wołyńskiej DP w Lasach Parczewskich[21][16]
- w Boguszach zatrzymano i rozbrojono kadrę wileńsko-nowogródzkiego Okręgu AK[16]
- w rejonie Puszczy Rudnickiej Oddziały ACz przystąpiły do rozbrajania oddziałów AK przybyłych na koncentrację[16].
- piloci 315 Dywizjonu Myśliwskiego w rejonie Paryża zestrzelili 19 samolotów niemieckich[1]

21 lipca
- początek walk o Lwów[22]
- główne siły Armii Polskiej przeprawiły się przez Bug i wkroczyły na teren Polski[5]
- dekret Krajowej Rady Narodowej o utworzeniu Polskiego Komitetu Wyzwolenia Narodowego w którego skład z ramienia WP wszedł gen. broni Michał Rola-Żymierski i jego zastępca gen. dyw. Zygmunt Berling[5][1]

22 lipca
- wojska polskie i radzieckie wyzwoliły pierwsze miasto polskie Chełm[6]}
- Oddziały 27 WDP AK wyzwoliły Lubartów, Kock, Firlej i Kamionkę[16]
- PKWN wydał dekret o utworzeniu Naczelnego Dowództwa Wojska Polskiego, którego dowódcą został gen. broni Michał Rola-Żymierski[1]

23 lipca
- oddziały AK wyzwoliły Nałęczów[16]
- zostało rozwiązane Dowództwo Główne Armii Ludowej[23]
- początek przemarszu jednostek 1 Armii WP nad Wisłę w rejon Dęblina i Puław[23]
- początek wspólnych walk AK i ACz o Lwów[16]

23–27 lipca
- w walkach o wyzwolenie Lwowa brała udział 5 Dywizja Armii Krajowej i 14 pułk ułanów jazłowieckich[24]

25 lipca
- w rejonie Skrobowa oddziały sowieckie przystąpiły do rozbrajania 27 WDP AK[16]
- oddziały Armii Krajowej i Armii Czerwonej wyzwoliły Lublin[24]
- w Skrobowie pod Lubartowem wojska sowieckie rozbroiły 27 Wołyńską Dywizję Piechoty Armii Krajowej[24]

25–26 lipca
- w ramach operacji „Most III” brytyjska „Dakota” z drugim pilotem-łącznikiem por. pil. Kazimierzem Szrajerem wylądowała w rejonie Zaborowa koło Tarnowa[c][1]

26 lipca
- PKWN zawarł z ZSRR porozumienie oddające władzę w rejonie przyfrontowym w ręce sowieckie, co stało się formalną podstawą aresztowań i wywożenia żołnierzy AK w głąb ZSRR[16]
- Oddział AK wyzwolił Ryki[16]
- Utworzono Republikę Pińczowską
- rozpoczęto formowanie 1 samodzielnej brygady zaporowej[23]
- utworzono w Moskwie Polskie Przedstawicielstwo Wojskowe[23]

27 lipca
- komendant garnizonu AK w Lublinie pod presją władz sowieckich zaprzestał oficjalnej działalności publicznej[16]
- komendant Okręgu Lublin AK odrzucił żądanie dowódcy 69 Armii podporządkowania żołnierzy AK dowódcy 1 Armii Polskiej

27–28 lipca
- oddział BCh ze zgrupowania „Ośka” rozbił niemiecki sztab dywizyjny stacjonujący w leśnictwie Chwałowice[6]}

27 lipca–4 sierpnia
- walki o zdobycie przyczółków pod Janowcem i Magnuszewem[25]

28 lipca
- początek walk pod Dęblinem i Puławami[26]
- ruszyły pierwsze transporty z Miednik Królewskich wiozące żołnierzy Okręgu Wilno AK do Kaługi[16].
- Komendant Okręgu Lwów AK rozwiązał oddziały AK na podległym mu obszarze; ujawnione po walkach oddziały zostały rozbrojone[16]
- dowódca AK wydał rozkaz zezwalający na wstępowanie do 1 Armii Polskiej Polakom z województw wschodnich podlegającym obowiązkowi służby wojskowej w Armii Czerwonej[16]

30 lipca
- nad Norwegią piloci 315 Dywizjonu Myśliwskiego zestrzelili 8 samolotów niemieckich[1]

## Sierpień
1 sierpnia
- wybuchło powstanie warszawskie[27][1]
- w Białej Podlaskiej rozpoczęła działalność akowska Komenda Miasta[28]
- w Kryszkowcach koło Berdyczowa rozpoczęto formować 4 samodzielny pułk czołgów ciężkich[23]
- w Normandii ląduje 1 Dywizja Pancerna gen. Stanisława Maczka[14]

1–2 października
- nad Warszawę i jej okolice latało 97 samolotów Polskiej Eskadry 1586 z Brindisi (Włochy) ze zrzutami dla powstańców walczących w stolicy[1]

2 sierpnia
- NKWD aresztowało przybyłych do Żytomierza na rozmowy z gen. Żymierskim przedstawicieli Obszaru Lwowskiego AK[28]

5 sierpnia
- 1 pułk lotnictwa myśliwskiego „Warszawa” i 2 pułk lotnictwa nocnych bombowców „Kraków” zostały przebazowane na lotnisko Dys pod Lublinem[23]

6 sierpnia
- ukazał się rozkaz ogólny nr 0171 o włączeniu 1 Dywizji Artylerii Przeciwlotniczej, 4 samodzielnej brygady artylerii przeciwpancernej i 1 samodzielnej brygady kawalerii w skład 1 Armii WP[23]
- rozkazem płk Mieczysława Moczara powołana została 2 Brygada AL Ziemi Kieleckiej „Świt”[6]}

8 sierpnia
- początek walk o Falaise-Chambois[29]

8–20 sierpnia
- 1 Dywizja Pancerna gen. Stanisława Maczka brała udział w walkach pod Chambois w Normandii[6]}

8 sierpnia–13 września
- jednostki 1 Armii Wojska Polskiego brały udział w walkach na przyczółku warecko-magnuszewskim[6]}

9 sierpnia
- w Lublinie odbyła się defilada głównych sił 4 Dywizji Piechoty im. Jana Kilińskiego[23]
- 1 Brygada Pancerna rozpoczęła walki pod Studziankami[23]
- na przyczółku magnuszewskim rozpoczęła walki 1 Armia WP[23]

13 sierpnia
- Stalin zakazał radzieckim dowódcom polowym prowadzenia rozmów z dowódcami oddziałów AK[28]

14 sierpnia
- dowódca AK wydał rozkaz wzywający wszystkie oddziały AK do marszu na pomoc walczącej Warszawie[28]

15 sierpnia
- rząd ZSRR zakazał lądowania amerykańskim samolotom zrzucającym broń i wyposażenie nad Warszawą w swojej strefie[28]

15–22 sierpnia
- w walkach pod Falaise (Normandia) udział brała 1 Dywizja Pancerna[30]

16–17 sierpnia
- na lotnisko Dys k. Lublina przybyły rzuty powietrzne 1 pułku myśliwskiego „Warszawa” i 2 pułku bombowego „Kraków”[1]

18 sierpnia
- pod Sarzynem Armia Czerwona rozbroiła pododdział 26 ppAK idący na pomoc walczącej Warszawie[28]

19 sierpnia
- 1 pułk myśliwski „Warszawa” wraz z radzieckim 611 pułkiem lotnictwa szturmowego przyleciały na lotnisko frontowe w Zadybiu Starym k. Żelechowa[1]

20 sierpnia
- w Lubartowie rozpoczęto formowanie 4 Łużyckiej Brygady Saperów[23]
- w okolicach Włodawy rozpoczęto formowanie 2 Warszawskiej Brygady Saperów[23]
- w Brzezinach rozpoczęto formowanie 35 batalionu pontonowo-mostowego
- w Leszkowicach rozpoczęto formowanie 33 batalionu pontonowo-mostowego[23]
- we Włodawie rozpoczęto formowanie 31 batalionu pontonowo-mostowego[23]
- Naczelne Dowództwo Wojska Polskiego wydało rozkaz o formowaniu 2 Armii Wojska Polskiego[30]

22 sierpnia
- zginął ppor. Antoni Chomicz
- do działań bojowych w rejonie przyczółka warecko-magnuszewskiego wszedł 1 pułk myśliwski „Warszawa” i radziecki 611 pułk lotnictwa szturmowego[d][1]

23 sierpnia
- 1 pułk lotnictwa myśliwskiego „Warszawa” i 611 pułk lotnictwa szturmowego brały udział w walkach o przyczółek warecko-magnuszewski[23][6]

25 sierpnia
- początek walk 2 KP na Linii Gotów[31]
- rozpoczęto formowanie 10 dywizjonu artylerii pancernej i 11 dapanc
- Komenda Główna AK przeszła kanałami ze Starego Miasta do Śródmieścia[28]
- 2 pułk bombowy „Kraków” został przebazowany z Dys k. Lublina na lotnisko frontowe w Woli Rowskiej k. Garwolina[1]

26 sierpnia
- podczas bombardowania Warszawy zginął niemal cały warszawski sztab Armii Ludowej[6]}

29 sierpnia
- Wielka Brytania i Stany Zjednoczone uznały prawa kombatanckie żołnierzy AK i powstańców warszawskich[28]

30 sierpnia
- zginął kpr. Mirosław Biernacki
- zorganizowano dowództwo 1 Dywizji Lotniczej któremu zostały podporządkowane: 1 pułk lotnictwa myśliwskiego „Warszawa”, 2 pułk nocnych bombowców „Kraków” i 611 pułk lotnictwa szturmowego, a pierwszym dowódcą został płk Józef Smaga[23][1]

## Wrzesień
1 września
- w folwarku Konopnica k. Lublina rozpoczęto formowanie 66 Pułku Artylerii Przeciwlotniczej

2 września
- wygasły działania powstańcze na Starym Mieście[28]
- na podstawie rozkazu nr 15 naczelnego dowódcy WP powołano do życia[23]:

Wydział Sądownictwa Wojskowego przy Naczelnym Dowództwie
Najwyższy Sąd Wojskowy oraz Naczelną Prokuraturę Wojskową w siedzibie Naczelnego Dowództwa
Sądy oraz prokuraturę armii urzędujące w siedzibach dowództwa armii
Sądy oraz prokuraturę dywizji i samodzielnych korpusów w siedzibach dowództw dywizji i samodzielnych korpusów
Sądy oraz prokuratury garnizonowe w siedzibach dowódców poszczególnych garnizonów
3 września
- rozpoczęto formowanie jednostki 12 dywizjonu artylerii pancernej

5 września
- ppor. Czesław Zajączkowski „Ragner” wystosował do szefa NKWD w Lidzie – „dowódcy wojsk okupacyjnych” pismo wzywające do zaprzestania terroru wobec Polaków, grożąc odwetem[28]

6 września
- początek walk jednostek PSZ we Flandrii[17]

7 września
- Sztab Generalny Armii Radzieckiej wydał zarządzenie o formowaniu 1 Mieszanego Korpusu Lotniczego dla potrzeb Wojska Polskiego w rejonie Charkowa i Kazania (ZSRR) w składzie (stan korpusu według etatów: 2864 żołnierzy i 326 samolotów):

1 Dywizja Lotnictwa Bombowego (pułki 3, 4 i 5),
2 Dywizja Lotnictwa Szturmowego (pułki 6, 7 i 8),
3 Dywizja Lotnictwa Myśliwskiego (pułki 9, 10 i 11),
2 Eskadra Lotnictwa Łącznikowego
8 września
- na lotnisku Ebola k. Salerno (Włochy) sformowano 663 Dywizjon Samolotów Artylerii, a jego pierwszym dowódcą był mjr dypl. pil. Edward Pawlikowski[1]

9 września
- w Borach Tucholskich zrzucono oddział dywersyjny ppor. Jana Miętkiego (Wirskiego), który zlokalizował m.in. wyrzutnie pocisków V-l[1]

11 września
- zmarł mjr Gustaw Billewicz

11–12 września
- 2 pułk bombowy „Kraków” przeszedł chrzest bojowy w rejonie Nowego Bródna w Warszawie podczas bombardowania wojsk niemieckich[e][1]

12–14 września
- 2 pułk bombowy „Kraków” rozpoczął akcję zrzutów dla walczących powstańców Warszawy oraz bombardowań pozycji wojsk niemieckich w stolicy[1]

14 września
- 1 Dywizja Piechoty i 1 Brygada Pancerna po pięciodniowych walkach wyzwoliły prawobrzeżna część Warszawy – Pragę[6]}

16 września
- początek walk o Axel[32]

16–19 września
- w lasach suchedniowskich oddziały AL pod dowództwem płk Mieczysława Moczara stoczyły zwycięską bitwę z oddziałami Wehrmachtu, SS i żandarmerii[6]}

16–23 września
- oddziały 1 Armii WP walczą na przyczółkach utworzonych na Czerniakowie i Żoliborzu celem przyjścia z pomocą powstańcom warszawskim[6]}

18 września
- komendant Obwodu Praga Armii Krajowej wydał odezwę wzywająca do wstępowania w szeregi ludowego Wojska Polskiego[28]

18–21 września
- 1 Samodzielna Brygada Spadochronowa brała udział w operacji desantowej w rejonie Arnhem[33]

20 września
- rozkaz o utworzeniu Warszawskiego Korpusu Armii Krajowej[28]
- w m. Karłówka (w rejonie Charkowa ZSRR) rozpoczęto formowanie 3 Dywizji Lotnictwa Myśliwskiego (pułki 9, 10 i 11), a pierwszym dowódcą był płk Jan Chłusowicz[1]

23 września
- wprowadzony został kodeks karny Wojska Polskiego[33]

27 września
- skapitulowały oddziały Armii Krajowej na Mokotowie[28]

27–7 października
- 1 Brygada Spadochronowa brała udział w alianckim desancie pod Arnhem (Holandia)[1]

29 września
- samoloty 1 Dywizji Lotniczej rozpoczęły działania bojowe na pozycje wojsk niemieckich w rejonie Warszawy[1]
- oddziały Armii Ludowej stoczyły pod Radoszycami (Gruszką) walkę z Niemcami[33]

30 września
- dowódca Armii Krajowej gen. Tadeusz Komorowski został mianowany Naczelnym Wodzem[28]
- skapitulowały oddziały Armii Krajowej na Żoliborzu[28]
- w Wołczańsku (w rejonie Charkowa ZSRR) rozpoczęto formowanie 2 Dywizji Lotnictwa Szturmowego (pułki 6, 7 i 8), a pierwszym dowódcą był płk Szałwa Dżamaszwili[1]

## Październik
1 października
- gen. Tadeusz Komorowski wyznaczył swoim następcą gen. Leopolda Okulickiego[34]

2 października
- skapitulowała powstańcza Warszawa[34][6]
- pełnienie obowiązków Naczelnego Wodza Polskich Sił Zbrojnych i Generalnego Inspektora Sił Zbrojnych powierzone zostaje gen. broni Władysławowi Andersowi

4 października
- podniesienie bandery na krążowniku ORP Conrad
- żałoba narodowa po upadku Powstania warszawskiego

6 października
- w miejscowości Narol (Polska) rozpoczęto formowanie jednostki 5 Mazurskiej Brygady Saperów

7 lipca
- gen Leopold Okulicki „Niedźwiadek” powiadomił Sztab Naczelnego Wodza o przystąpieniu do odtwarzania Komendy Głównej AK w rejonie Częstochowy[34]

10 października
- początek walk o Jabłonnę[35]

15 października
- ciężko rannego gen. bryg. Romana Abrahama przebywającego w Szpitalu Ujazdowskim w Warszawie Niemcy wzięli do niewoli

26 października
- gen. Okulicki wydał rozkaz wstrzymujący realizację planu Burza w okresie zimowym i polecił ograniczyć działania do dywersji i ochrony ludności[34]

29 października
- walki o Bredę[36]

30 października
- 1 Dywizja Pancerna wyzwoliła Bredę[37]

## Listopad
na bazie byłej 6 armii lotniczej Armii Radzieckiej sformowano jednostki lotnictwa pomocniczego WP
3 listopada
- ukazał się rozkaz naczelnego dowódcy WP nr 94 w sprawie sformowania pułków aprowizacyjnych dla woj. białostockiego, lubelskiego, rzeszowskiego i warszawskiego[23]

6 listopada
- aresztowano 439 byłych żołnierzy AK, służących w różnych jednostkach ludowego Wojska polskiego, osadzono w Skrobowie[34]

7 listopada
- w polskiej Eskadrze 1586 powiększono etat do stanu dywizjonu i przywrócono mu dawną nazwę i numerację: 301 Dywizjon Bombowy Ziemi Pomorskiej „Obrońców Warszawy”[1]

15 listopada
- naczelny dowódca WP wydał rozkaz nr 59/org. w sprawie zaprzestania organizacji 3 armii[23]
- przez linię frontu koło Łagowa na przyczółku sandomierskim przedarł się oddział AL im. Bartosza Głowackiego i część sił 11 brygady AL „Wolność”[23]

17 listopada
- naczelny dowódca WP wydał rozkaz nr 69/org. o zorganizowaniu do 25 listopada żandarmerii WP, a na stanowisko dowódcy został wyznaczony ppłk Zygmunt Duszyński[23]

## Grudzień
sformowano w Zamościu Szkołę Lotniczą WP, komendant gen. bryg. pil. Józef Smaga
lotnictwo bombowe PSP bombardowało w Niemczech Karlsruhe, Merseburg, Essen, Ulm, Koblencję, Bonn, Gelsenkirchen oraz niemieckie linie komunikacyjne
2 grudnia
- naczelny dowódca WP wydał rozkaz personalny nr 116 ustalający zasady nadawania stopni oficerskich[23]

9 grudnia
- w rejonie Słubic wylądowała 6-osobowa grupa desantowa pod dowództwem ppor. Czesława Szelachowskiego, która miała wykonywać zadania rozpoznawczo-dywersyjne[23]

14 grudnia
- ukazał się rozkaz naczelnego dowódcy WP nr 91 w sprawie sformowania trzech batalionów łączności dla Resortu Poczt i Telegrafów[23]

18 grudnia
- aresztowany przez NKWD komendant Podokręgu Rzeszów AK zawarł z władzami sowieckimi umowę przewidującą uwolnienie aresztowanych żołnierzy AK i utworzenie z nich 24 DP. Wobec braku efektów akcji, został ponownie aresztowany[34]

22 grudnia
- gen. dyw. Karol Świerczewski objął obowiązki dowódcy 2 Armii WP[23]
- gen. dyw. Władysław Korczyc przekazał obowiązki dowódcy 1 Armii WP i przyjął obowiązki szefa Sztabu Głównego WP[23]

30 grudnia
- sąd 2 AWP skazał w Kąkolewnicy na karę śmierci 8 oficerów AK z Oddziału Specjalnego „Szarugi”, od sierpnia 1944 służących w ludowym WP[34]